# 叛逆的奴隶

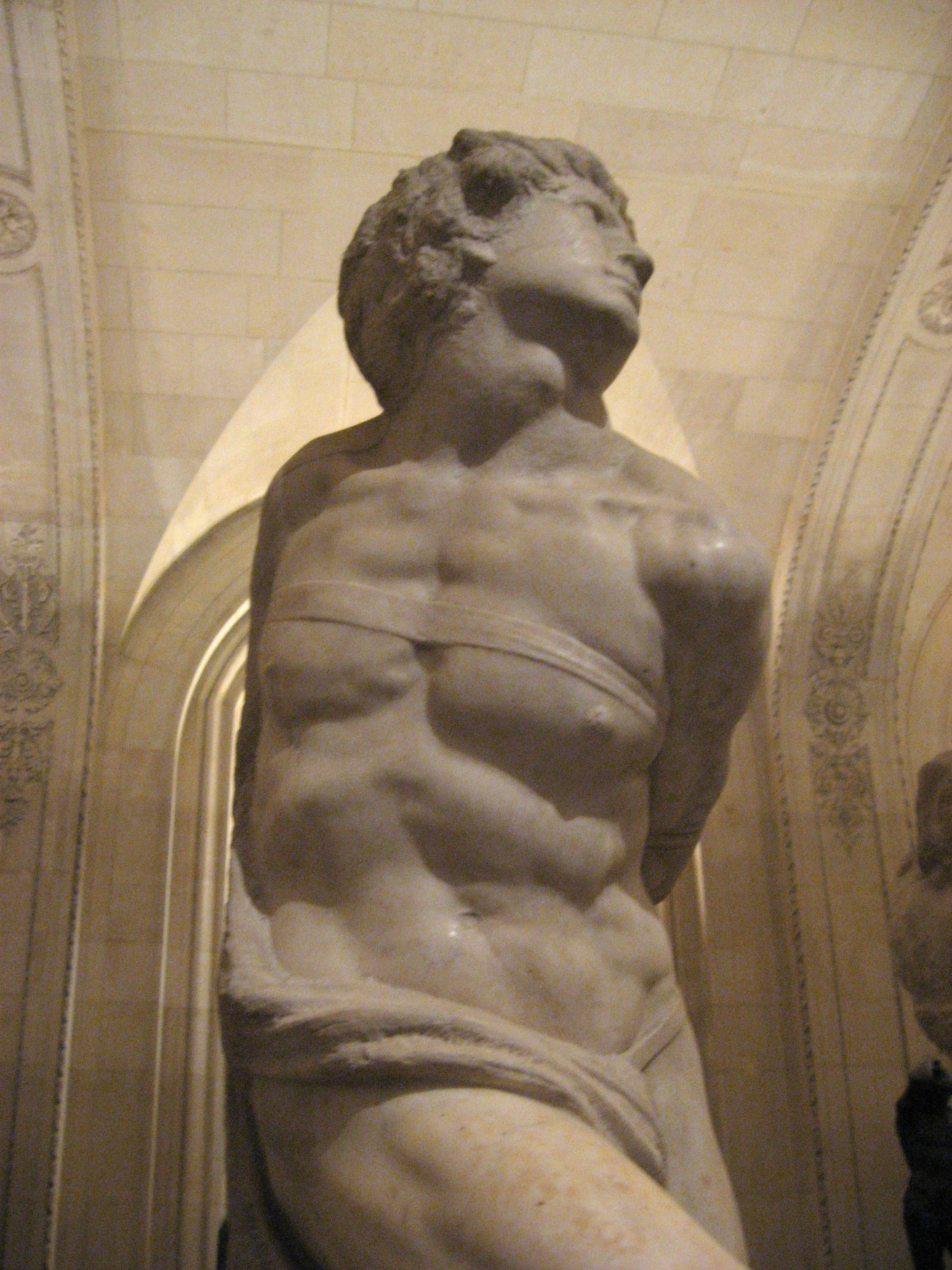
细部

《叛逆的奴隶》（意大利语：Schiavo ribelle，法语：L'Esclave rebelle，英语：Rebellious Slave）又名《被缚的奴隶》，是意大利文艺复兴全盛期艺术大师米开朗基罗的一件大理石雕塑，高2.15米，创作于1513年，现藏于巴黎卢浮宫。

## 历史
卢浮宫的两件《奴隶》雕塑可以追溯到儒略二世墓的第二个版本，由教宗儒略二世的继承人，德拉羅維雷家族成员，在1513年5月订制。虽然最初建造一座大型陵墓的计划被搁置一旁，但作品仍然很壮观，有一条装饰着许多雕塑的走廊，米开朗基罗立即投入工作。最早完成的作品包括两个囚犯（Prigioni，在19世纪改名为奴隶），放置在陵墓的下部, 立柱旁边。他们的姿势是由这个建筑环境的需要决定的，所以从前面看效果很好，但如果侧视的话效果就差得多。
米开朗基罗写给马切洛·迪·科维的信件，确认了这两座雕像的日期，在信中他提到盧卡·西諾萊利在罗马的住所里看到，他创作的“大理石雕像，高达四肘，双手背在后面”。
在1542年完成的陵墓最终版本中，并不包括米开朗基罗工作室创作的所有“囚犯”。1546年，米开朗基罗将现藏于卢浮宫的这两件作品送给罗伯托·斯特罗齐，因为在1544年7月到1546年6月米开朗基罗生病期间，斯特罗齐在罗马的住所盛情款待了米开朗基罗。1550年4月，斯特罗齐因反对科西莫一世·德·美第奇，而被流放到里昂，他把这两尊雕像带到那里。1578年4月，两尊雕像来到巴黎附近埃库昂蒙莫朗西贵族城堡的院子里。
1749年，黎塞留公爵把它们带到巴黎，安放在汉诺威亭（Pavillon de Hanovre）。1793年，它们被隐藏了起来，但是当最后一位黎塞留元帅的遗孀试图将它们出售时，它们成了政府的财产，现在是卢浮宫的收藏品。

## 描述与风格
《叛逆的奴隶》描绘的对象试图从束缚中挣扎出来，他的双手被捆在背后，躯干扭曲，头部扭动，给人的印象是，他正在抬起肩膀和膝盖，朝观众走来。
这两个人物可能与罗马艺术中的俘虏有关。乔治·瓦萨里认为象征被儒略二世控制的省份。然而，对于阿斯卡尼奥·康迪维来说，它们象征着在这位教宗死后，艺术成了囚犯。特别是《叛逆的奴隶》，可能代表雕塑或建筑。对于其他的象征意义和哲学性质，也有所讨论。还有人认为与米开朗基罗的个人生活和他的虐恋倾向有关。
从样式上看，它们植根于古希腊雕塑,特别是希腊化时期的雕塑，如1506年发现的雕塑《拉奥孔与儿子们》，当时颇受米开朗基罗追捧；此外的影响，还有罗马众多凯旋门的雕塑风格，以及被缚的圣巴斯弟盎形象。